# Philip Klever
Philip Klever (* 1985) ist ein deutscher ehemaliger Oberleutnant der Bundeswehr, der 2013 den Einsatz im Krieg in Afghanistan wegen der seiner Ansicht nach bestehenden Vermischung mit der Operation Enduring Freedom (OEF) aus Gewissensgründen verweigerte.

## Leben

### Verpflichtung und Studium bei der Bundeswehr
Klever stammt aus dem Südbayerischen und verpflichtete sich im Juli 2004 für zwölf Jahre als Soldat auf Zeit in der Laufbahn der Offiziere des Truppendienstes in der Luftwaffe. Im Rahmen seiner Offizierausbildung studierte von Oktober 2005 bis Mai 2009 Elektro- und Informationstechnik an der Universität der Bundeswehr München in Neubiberg. Während des Studiums absolvierte er ein Praktikum bei den Kathrein-Werken in Rosenheim. Als Vordiplombester seines Studiengangs finanzierten ihm der Bundeswehr München e.V. und das An-Institut ITIS e.V. 2008 eine dreiwöchige USA-Reise.
Nach dem abgeschlossenen Studium als Diplom-Ingenieur durchlief er eine militärfachliche Ausbildung beim Bataillon Elektronische Kampfführung 922 in Donauwörth. Im März 2012 wurde er zum Zentrum Elektronischer Kampf Fliegende Waffensysteme nach Kleinaitingen bei Augsburg versetzt, in dem er im Bereich Elektronische Unterstützungsmaßnahmen (EloUM) für das zweistrahlige Mehrzweckkampfflugzeug Eurofighter Typhoon tätig war.

### Befehl zum Auslandseinsatz

#### Verweigerung des Afghanistaneinsatzes
Im Dezember 2012 erhielt Klever den Befehl, von Juli bis November 2013 in den deutschen Auslandseinsatz nach Masar-e Scharif in Afghanistan zu gehen, um dort Störflüge der United States Air Force zu unterstützen. Dabei werden in den überflogenen Gebieten Störsender genutzt, um zu verhindern, dass in den überflogenen Gebieten Mobiltelefone oder Funkgeräte benutzt werden können.
Klevers verweigerte den Befehl im Februar 2013, da die dort von ihm zu leitenden Flugzeuge vom multinational genutzten Luftwaffenstützpunkt Al Udeid in Katar operieren, auf dem keine klare Trennung zwischen den Missionen International Security Assistance Force (ISAF) und Operation Enduring Freedom (OEF) stattfinde. Er berief sich dabei auf die Tatsache, dass die multinationale Mission OEF im Gegensatz zu ISAF kein UN-Mandat besitze und nur vom 16. November 2001 bis 29. Juni 2010 vom Deutschen Bundestag mandatiert war. Er bezeichnete seinen Einsatzbefehl als illegal und begründete dessen Nichtausführen damit, dass ein Befolgen dieses Befehls ein Verstoß gegen das Völkerrecht zur Folge gehabt hätte und er diesen nicht mit seinem Gewissen vereinbaren hätte können.

#### Veröffentlichung seines Falles
Das politische Fernsehmagazin Panorama berichtete am 30. Mai 2013 über seinen Fall. Am gleichen Tag solidarisierte sich das der Friedensbewegung verbundene Darmstädter Signal in einer Pressemitteilung mit Klever. Dem Berliner Kurier teilte er am 1. Juni 2013 mit: „Ich will nicht am Töten beteiligt sein“. Die Umwandlung der Bundeswehr zur Einsatzarmee sehe er kritisch. In einem Online-Interview mit KenFM vom Juli 2013 – das er vorher nicht mit der Bundeswehr abgestimmt hatte – gab er an, dass ihm mindestens drei frühere Fälle von Befehlsverweigerung im Zusammenhang mit dem Afghanistan-Einsatz bekannt seien. Im August 2013 publizierte der Friedensaktivist und Oberstleutnant a. D. Jürgen Rose in der pazifistischen und antimilitaristischen Zweiwochenschrift Ossietzky unter dem Titel Gewissen ist keine Krankheit zwei Beiträge zum Fall Klever.

#### Reaktion der Bundeswehr
Die Bundeswehr erkannte Klevers Verweigerung aus Gewissensgründen zunächst an. Anschließend wurde Klever aus Gründen der Fürsorge von allen seinen bisherigen Aufgaben entbunden und durfte in ein Einzelbüro umziehen. Er wurde mit der Anfertigung eines Besinnungsaufsatzes über sämtliche Tätigkeiten in der Dienststelle beauftragt. Zwei Wochen nach Bekanntwerden seines Falles wurde entschieden, den Dienstposten in Afghanistan, den Klever nicht antreten wollte, zukünftig nicht mehr zu besetzen. Nach Klevers Gang zur Presse wurde ihm das Betreten seiner ehemaligen Büroräume und der persönliche Kontakt zu seinen Kameraden untersagt, da er sie von der Arbeit ablenken und sie negativ beeinflussen würde. Zudem wurden ihm wegen eines Verstoßes gegen das Fotografierverbot der Kaserne die weitergehende Wahrnehmung einer sicherheitsempfindlichen Tätigkeit aberkannt.
Nach Angaben von Jürgen Rose eröffnete die Bundeswehr nach einem Interview von Philip Klever mit NRhZ-Online ein disziplinarrechtliches Ermittlungsverfahren gegen ihn wegen des Verstoßes gegen die Verschwiegenheitspflicht im Dienst (§ 14 Abs. 1 SG).

### Vorzeitiges Dienstzeitende
Klever verließ im September 2013 – anstatt seine Dienstzeit bis 2016 abzuleisten – die Bundeswehr vorzeitig, nachdem einem entsprechenden Antrag stattgegebenen worden war. Seitdem arbeitet er als Elektroingenieur in der Privatwirtschaft.

## Reiseblog und -videos
Klever betreibt seit 2007 den Reiseblog killerwal.com., außerdem bilinguale Reisevideos sowie eine Anleitung zur Erstellung von Zeitraffer-Videos. 2011 steuerte er den Gastbeitrag Der Urlaubsretter und das Internet für das RTL-Format Der Urlaubsretter bei, welcher vom Internetprojekt Fernsehkritik-TV satirisch-kritisch verarbeitet wurde. Im gleichen Jahr gewann er mit dem Kurzfilm Building 159 den ersten Platz beim 5. Swiss Videographer Film Contest.